# Leishmania guyanensis
Leishmania guyanensis é uma espécie de protozoário flagelado da família Trypanosomatidae. A espécie é o agente etiológico da leishmaniose cutânea do Novo Mundo. Está classificada no subgênero Viannia.
A espécie foi descrita em 1954 por Hervé-Alexandre Floch como Leishmania tropica guyanensis.